# مونسومانو ترمه
مونسومانو ترمه (به ایتالیایی: Monsummano Terme) یک کومونه در ایتالیا است که در استان پیستویا واقع شده‌است.

## خصوصیات
مونسومانو ترمه ۳۲ کیلومترمربع مساحت و ۲۰٬۶۷۰ نفر جمعیت دارد و ۲۰ متر بالاتر از سطح دریا واقع شده‌است.

## خواهرخوانده
شهر دسین شارپیو خواهرخواندهٔ مونسومانو ترمه هست.